# Дидие Дефаго
Дидие Дефаго́ (на френски: Didier Defago) е швейцарски състезател по ски алпийски дисциплини.
Той е олимпийски шампион в спускането от Олимпиадата във Ванкувър. Има три победи за световната купа – на спусканията в Кицбюел и Венген от 2009 г. и във Вал Гардена от 2002 г. 